# Himiltruda
Himiltruda – pierwsza żona Karola Wielkiego poślubiona prawdopodobnie w 766 roku. Według tradycji frankijskiej tzw. fried frau, małżeństwo nigdy nie anulowane. Została odsunięta w 768. Z tego związku narodził się Pepin Garbaty (przed 770 - 813).